# 立花寿俶
立花 寿俶（たちばな ひさよし）は、江戸時代の後期の柳河藩士。柳河藩において、江戸幕府の御三卿相当とされる、立花一門家の1つである立花右京家の祖である。幼名は淳次郎、通称は右京、号は蘭斎、鶴舞堂、洗心庵、居業楼主人。父は藩主立花鑑寿。養兄は藩主立花鑑賢。妻は伯父、立花通厚の三女、正覚院。

## 経歴
享和元年3月21日（1801年5月3日）に柳河藩江戸藩邸下谷屋敷において出生する。文政4年（1821年）に江戸から柳川に移り、柳川城西三の丸に、屋敷と新知1000俵を与えられて分家し、一門家第3位の立花右京家を創設した。文人として柳川藩で活動したとされる。天保2年7月29日（1831年9月5日）に死去。墓所は福厳寺 (柳川市)。